# Культура (Аургазинський район)
Культу́ра (рос. Культура, башк. Культура) — присілок у складі Аургазинського району Башкортостану, Росія. Входить до складу Толбазинської сільської ради.
Населення — 47 осіб (2010; 61 в 2002).
Національний склад:
- чуваші — 98%